# Redeye
Redeye (no Brasil, Touro Sentado) é uma tira em quadrinhos americana humorística sobre um chefe indígena trapalhão e sua tribo. A série foi criada por Gordon Bess e distribuída pela King Features Syndicate. Começou nos jornais americanos em 11 de setembro de 1967. Foi cancelada em 13 de julho de 2008. Bess escreveu e desenhou a tira de 1967 a 1988, quando foi forçado por problemas de saúde (ele viria a falecer em 1989) a passar o trabalho para Bill Yates (escritor) e Mel Casson (desenhista). Casson ficaria como o único responsável com a saída de Yates em 1999 (ele faleceu em 2001). Casson continuou com o trabalho até a sua morte em maio de 2008. Não tendo substituto, a tira terminou em 13 de julho de 2008.
No Brasil, a tira se chamou inicialmente Olho Vermelho quando apareceu em uma revista de 1971. Depois passou para Pé Frio, nome dado pela Editora Trieste quando publicou as tiras em 1972. Mudou para Touro Sentado na revista em quadrinhos da RGE Gibi de 1974. Esse nome continuou na Pixel. Outro nome foi “Pena Verde”, dado pela Super Plá.
Em 2012 a Ediouro, através da Pixel Media, tem republicado suas histórias nas revistas do Recruta Zero e Popeye com o nome de Touro Sentado.
Redeye é o chefe da tribo Chickiepan (“Xateados”, na versão da Triestre) mas, apesar do posto, ele não tem moral alguma sobre sua mulher geniosa e péssima cozinheira (Mawsquaw, Pelanca pela Trieste) e seus “guerreiros” (tão idiotas como ele).

## Outros personagens
Os nomes em português foram dados pela Editora Trieste em publicação de 1972:
- Tanglefoot (Bolha), um guerreiro covarde e estúpido que ama a filha de Redeye.
- Tawnee (Penita), filha bonita de Redeye
- Pokey (Pestinha), filho mais novo de Redeye
- Granny, mãe de Redeye
- (Mandachuva), pajé interessado apenas em jogar golfe e namorar a enfermeira
- Jerkymiah
- Animais falantes, incluindo Loco, o cavalo de Redeye

## Prêmios
Redeye foi particularmente popular na Europa, onde apareceu na edição francesa da Revista Tintin entre 1969 e 1990. Recebeu em 1976 o Prêmio de Melhor História em Quadrinhos estrangeira do Festival Internacional de Quadrinhos de Angoulême.